# Russell Wilson
Russell Carrington Wilson (Cincinnati, Ohio, 1988. november 29. –) amerikaifutball-játékos. 2012 óta a Seattle Seahawks csapatában játszik.

## Pályafutása
A 2011-es szezonban a Wisconsin Badgers egyetemi amerikaifutball-csapatában játszott, ahol több kimagasló eredményt ért el. Wilsont a Seattle Seahawks csapata választotta ki a 2012-es NFL Drafton. Ebben a szezonban ő is elérte azt a rekordot, amit Peyton Manning első évében, a Legtöbb passzolt touchdown újoncként (26), és megkapta a Pepsi NFL Rookie of the Year díjat. A 2013-2014-es szezonban a klub történetének első Super Bowl-győzelmére vezette a Seahawks csapatát, majd a 2014-2015-ös idényben ismét Super Bowl-résztvevő volt a csapat, de ezt elvesztették.

## Fordítás
- Ez a szócikk részben vagy egészben  a   Russell Wilson című angol Wikipédia-szócikk ezen változatának fordításán alapul.  Az eredeti cikk szerkesztőit annak laptörténete sorolja fel. Ez a jelzés csupán a megfogalmazás eredetét és a szerzői jogokat jelzi, nem szolgál a cikkben szereplő információk forrásmegjelöléseként.